# Miss Winslow e figlio
Miss Winslow e figlio  (Miss Winslow and Son) è una serie televisiva statunitense in 6 episodi trasmessi per la prima volta nel corso di una sola stagione nel 1979. È basata sulla serie televisiva britannica Miss Jones and Son (1977-1978, 12 episodi).
È una sitcom incentrata sulle vicende di Susan Winslow, da poco abbandonata dal suo uomo da cui ha avuto un bambino.

## Personaggi e interpreti
- Susan Winslow (6 episodi, 1979), interpretata da Darleen Carr.
- Harold Neistadter (6 episodi, 1979), interpretato da Roscoe Lee Browne.
È il rozzo vicino di Susan.
- Warren Winslow (6 episodi, 1979), interpretato da Elliott Reid.
- Evelyn Winslow (6 episodi, 1979), interpretata da Sarah Marshall.
È la madre di Susan.
- Rosa Vallone (6 episodi, 1979), interpretata da Ellen Sherman.

## Produzione
La serie fu prodotta da TTC.

## Distribuzione
La serie fu trasmessa negli Stati Uniti dal 28 marzo 1979 al 2 maggio 1979 sulla rete televisiva CBS. In Italia è stata trasmessa con il titolo Miss Winslow e figlio.

## Episodi
| Stagione       | Episodi | Prima TV USA |
| -------------- | ------- | ------------ |
| Prima stagione | 6       | 1979         |